# Карибу (Мэн)
Карибу (англ. Caribou) — город в округе Арустук, штат Мэн, США. Согласно данным переписи населения США 2010 года, население города составляет 8189 человек.

## История
Первыми поселениями, появившимися в начале XIX века, на территории современного Карибу были лагеря охотников-трапперов и лесорубов. В период с 1838 по 1840 годы между Соединёнными Штатами и Британской империей разгорелся приграничный конфликт, известный как Арустукская война, в ходе которого, в 1838 году, в районе Карибу, произошла бескровная перестрелка между лесорубами из штата Мэн и канадской провинции Нью-Брансуик. В 1842 году между конфликтующими сторонами был заключен договор Уэбстера — Ашбертона, согласно которому территория, на которой позднее возник город, отошла к США.
5 апреля 1859 года на землях местного плантатора Итона был основан город Линдон, переименованный в 1869 году в Карибу. В конце XIX века через город был проложен участок Бангор-Арустукской железной дороги, что способствовало росту экспорта местной сельскохозяйственной продукции. Со временем Карибу превратился в один из крупнейших в США центров по выращиванию картофеля.
В начале 50-х годов XX века к северо-востоку от города была открыта база ВВС США Лоринг, которая функционировала до 1994 года. Закрытие авиабазы, а также кризис в местной сельскохозяйственной отрасли вызвали сокращение численности населения города.

## География
Город находится в северо-восточной части штата, на левом берегу реки Арустук, на расстоянии приблизительно 308 километров к северо-востоку от Огасты, административного центра штата. Абсолютная высота — 121 метр над уровнем моря.

Согласно данным бюро переписи населения США, площадь территории города составляет 207,5 км², из которых, 205,3 км² приходится на сушу и 2,2 км² (то есть 1,1 %) на водную поверхность.

## Климат
Климат Карибу влажный континентальный (Dfb в классификации климатов Кёппена), с морозной, снежной зимой и теплым летом. Среднемесячная среднесуточная температура колеблется от −12,1 ° C в январе до 18,7 ° C в июле.
| Показатель                    | Янв.  | Фев.  | Март | Апр. | Май  | Июнь | Июль  | Авг. | Сен. | Окт. | Нояб. | Дек.  | Год   |
| ----------------------------- | ----- | ----- | ---- | ---- | ---- | ---- | ----- | ---- | ---- | ---- | ----- | ----- | ----- |
| Абсолютный максимум, °C       | 12    | 15    | 24   | 30   | 36   | 36   | 35    | 35   | 33   | 28   | 20    | 14    | 36    |
| Средний суточный максимум, °C | −6,9  | −4,5  | 1,1  | 8,8  | 16,9 | 21,9 | 24,4  | 23,5 | 18,6 | 11,1 | 3,5   | −3,2  | 9,6   |
| Средний суточный минимум, °C  | −17,3 | −15,4 | −9,3 | −1,4 | 4,7  | 9,9  | 12,9  | 11,6 | 6,9  | 1,4  | −4,1  | −12,1 | 1,0   |
| Абсолютный минимум, °C        | −38   | −41   | −33  | −20  | −8   | −1   | 2     | 1    | −5   | −10  | −22   | −35   | −41   |
| Норма осадков, мм             | 68,8  | 56,1  | 63,8 | 67,6 | 84,6 | 88,4 | 103,6 | 95,5 | 84,3 | 89,7 | 92,2  | 83,1  | 977,7 |
| Источник:                     |       |       |      |      |      |      |       |      |      |      |       |       |       |

## Демография
По данным переписи населения 2010 года в Карибу проживало 8189 человек (3931 мужчина и 4258 женщин), 2206 семей, насчитывалось 3559 домашних хозяйств и 3914 единиц жилого фонда. Средняя плотность населения составляла около 39,9 человека на один квадратный километр.

Расовый состав города по данным переписи распределился следующим образом: 96,04 % — белые, 0,43 % — афроамериканцы, 1,38 % — коренные жители США, 0,68 % — азиаты, 0,05 % — жители Гавайев или Океании, 0,23 % — представители других рас, 1,18 % — две и более расы. Число испаноязычных жителей любых рас составило 0,82 %.

Из 3559 домашних хозяйств в 27,5 % — воспитывали детей в возрасте до 18 лет, 46,5 % представляли собой совместно проживающие супружеские пары, в 11,4 % семей женщины проживали без мужей, 38 % не имели семьи. 32 % от общего числа семей на момент переписи жили самостоятельно, при этом 13,8 % составили одинокие пожилые люди в возрасте 65 лет и старше. Средний размер домашнего хозяйства составил 2,26 человека, а средний размер семьи — 2,82 человека.

Население города по возрастному диапазону по данным переписи 2010 года распределилось следующим образом: 21,2 % — жители младше 18 лет, 7,1 % — между 18 и 24 годами, 23,2 % — от 25 до 44 лет, 29,3 % — от 45 до 64 лет и 19,3 % — в возрасте 65 лет и старше. Средний возраст жителей составил 44 года.

## Известные уроженцы
- Сьюзан Коллинз (р. 1952) — американский политик, сенатор США от штата Мэн.